# Trachinotus goodei
A palometa ou pampo-galhudo  (Trachinotus goodei) é uma espécie de peixes do grupo dos pampos (Trachinotus), da família dos carangídeos  e da ordem dos Perciformes.

## Morfologia
Os machos da espécie podem alcançar 50 centímetros de comprimento total,  medindo em média 35 cm. Podem pesar entre 300 e 400 g. A parte da frente é arrendondada e a  mandíbula inferior é mais curta que a superior. Suas escamas visíveis são pequenas, cicloides e ovaladas. Apresenta de 3 a 5 faixas verticais finas e enegrecidas sobre os flancos prateado. O dorso é azul-acinzentado e o ventre cor creme. A barbatana dorsal tem 19 a 20 raios e a anal, 16 a 18, com lóbulos muito prolongados. Apresenta 5 a 7 espinhas branquiais na parte superior e de 8 a 14 na parte inferior do primeiro arco.

## Distribuição geográfica
A espécie é encontrada desde Massachusetts, ao norte, passando por Bermuda e o Golfo de México até chegar a Argentina, ao sul.

## Habitat
Os jovens da espécie tem preferência por águas em praias arenosas limpas; os adultos formam cardumes em áreas costeiras de águas claras, preferencialmente próximo a formações coralinas.

## Alimentação
Alimentam-se de crustáceos e pequenos peixes, anelídeos e moluscos e corruptos.

## Aproveitamento humano
A carne da palometa é considerada excelente, motivo pelo qual é pescada com redes.